# ジョナサン・バンクス
ジョナサン・バンクス（Jonathan Banks,  1947年1月31日 - ）は、アメリカ合衆国の俳優である。

## 来歴
1947年、ワシントンD.C.に生まれる。母親はCIAへ勤務していた。インディアナ大学へ進学し、同級には同じく俳優のケヴィン・クラインがいた。その後、大学を中退し、演劇界へ足を踏み入れた。それからオーストラリア等を経て、1974年にロサンゼルスへ渡り、舞台で経験を積んだ。
1976年あたりから本格的にテレビドラマやテレビ映画などへ出演し始め、1978年に『帰郷』で劇場映画デビューを果たす。それからはエディ・マーフィ主演の『48時間』では序盤で敵に射殺されるジャックの同僚役。『ビバリーヒルズ・コップ』ではアクセルに敵対するギャングのボスの右腕役、スティーヴン・セガール主演の『暴走特急』ではテロリストグループの列車運転手役などで小さな役柄ながら話題作へ出演し、キャリアを重ねて俳優としての地位を築いた。近年ではブライアン・クランストン主演のドラマシリーズ『ブレイキング・バッド』で寡黙な大物マフィアの右腕、マイク役で一躍知名度を上げる、本作は人気となりスピンオフ作品の『ベター・コール・ソウル』では準主役へとなった。 

### 私生活
これまで3度の結婚歴があり、直近の結婚は1990年で、Gennera Banksと結婚して現在に至る。

## 出演作品

### 映画
- The Macahans (1976)
- 続・大都会の青春 Alexander: The Other Side of Dawn (1977)
- The Girl in the Empty Grave (1977) ※テレビ映画
- フロリダ・ハイジャック/衝撃!人質は世界の美女たち!! The Night They Took Miss Beautiful (1977)
- The Fighting Nightingales (1978)
- 帰郷 Coming Home (1978)
- 名探偵再登場 The Cheap Detective (1978)
- ドッグ・ソルジャー Who'll Stop the Rain (1978)
- FBI特捜指令/パティー・ハースト誘拐事件 The Ordeal of Patty Hearst (1979)
- ローズ The Rose (1979)
- 新・殺しのドレス She's Dressed to Kill (1979) ※テレビ映画
- フライングハイ Airplane! (1980)
- 霧の彼方に Rage! (1980)
- Desperate Voyage (1980)
- スター・クレイジー Stir Crazy (1980)
- ギャング Gangster Wars (1981)
- 女優フランシス Frances (1982)
- 48時間 48 Hrs. (1982)
- The Invisible Woman (1983)
- 私立探偵マイク・ハマー1/殺しの陰謀 Murder Me, Murder You (1983)
- ナディア Nadia (1984) ※テレビ映画
- グレムリン Gremlin (1984)
- バカルー・バンザイの8次元ギャラクシー The Adventures of Buckaroo Banzai Across the 8th Dimension (1984)
- Boys in Blue (1984) ※テレビ映画
- ビバリーヒルズ・コップ Beverly Hills Cop (1984)
- 勃発!第3次世界大戦/ミサイル・パニック The Fifth Missile (1986)
- CIA・バイオニック・エージェント/ アサシン Assassin (1986) ※テレビ映画
- 私立ガードマン/全員無責任 Armed and Dangerous (1986)
- ジュリア・リコール Who Is Julia? (1986) ※テレビ映画
- 新・弁護士ペリー・メイスン/追憶の影 Perry Mason: The Case of the Lost Love (1987)
- 殺人契約 Downpayment on Murder (1987)
- ロス市警特捜刑事/惨劇のX'masイヴ Cold Steel (1987)
- ハネムーン・アカデミー Honeymoon Academy (1989) ※テレビ映画
- 侵入者/白昼の悪夢 Don't Touch My Daughter (1991)
- フリージャック Freejack (1992)
- ペイダート/この家、一獲千金! There Goes the Neighborhood (1992)
- ビジター/ 欲望の死角 Blind Side (1993) ※テレビ映画
- 新・弁護士ペリー・メイスン/美貌の仮面 Perry Mason: The Case of the Skin-Deep Scandal (1993)
- ボイリング・ポイント Boiling Point (1993)
- Marilyn & Bobby: Her Final Affair (1993) ※テレビ映画
- 盗撮/ボディ・ショット Body Shot (1994)
- Shadow of Obsession (1994) ※テレビ映画
- テキサス・レンジャー3 Walker Texas Ranger 3: Deadly Reunion (1994)
- 暴走特急 Under Siege 2: Dark Territory (1995)
- 刑事ベルモア/共謀者 Last Man Standing (1995) ※ビデオ映画
- ハーヴィ/裸のウサギを持つ男 Harvey (1996)
- ワイズ・ガイ/ 潜入捜査官 Wiseguy (1996)
- フリッパー Flipper (1996)
- ダークブリード Dark Breed (1996)
- 刑事弁護士メラニー Melanie Darrow (1997)
- ナロー・エスケープ A Thousand Men and a Baby  (1997)
- ワイルド・ウエスタン/荒野の二丁拳銃 Dollar for the Dead (1998)
- Let the Devil Wear Black (1999)
- Outlaw Justice (1999) ※テレビ映画
- Foolish (1999)
- 人間科学兵器ミレニアム・マン Millennium Man (1999)
- ASHRA アシュラ Downward Angel (2001)
- クロコダイル・ダンディー in L.A. Crocodile Dundee in Los Angeles (2001)
- JUSTICE 必殺 Proximity (2001)
- R.S.V.P. (2002)
- ダーク・スティール Dark Blue (2002)
- レディ・アルティメイタム Circadian Rhythm (2005)
- Puff, Puff, Pass (2006)
- Murder 101: College Can Be Murder (2007) ※テレビ映画
- 再会の街で Reign Over Me (2007)
- Proud American (2008)
- 泥棒は幸せのはじまり Identity Thief (2013)
- Watercolor Postcards (2013)
- モンスター上司2 Horrible Bosses 2 (2014)
- Bullet (2014)
- Authors Anonymous (2014)
- 弾丸刑事 怒りの奪還 (2014)
- マッドバウンド 哀しき友情 Mudbound （2017）
- トレイン・ミッション The Commuter (2018)
- インクレディブル・ファミリー Incredibles 2 (2018) ※声の出演
- エルカミーノ: ブレイキング・バッド THE MOVIE El Camino: A Breaking Bad Movie (2019)

### テレビドラマ
- 名探偵ジョーンズ Barnaby Jones (1976, 1977)
- Family (1977)
- Carter Country (1977)
- わが家は11人 The Waltons (1979)
- 事件記者ルー・グラント Lou Grant (1979, 1981)
- 大草原の小さな家 Little House on the Prairie (1980)
- Sanford (1981)
- The Gangster Chronicles (1981)
- Best of the West (1981)
- Shannon (1981)
- Report to Murphy (1982)
- パトカーアダム30 T.J. Hooker (1982, 1983)
- サイモン&サイモン Simon & Simon (1982, 1983)
- ヒルストリート・ブルース Hill Street Blues (1983)
- マイコン大作戦 Whiz Kids (1983)
- マット・ヒューストン (1984)
- レッグマン Legmen (1984)
- ジェシー Jessie (1984)
- 女刑事キャグニー&レイシー Cagney & Lacey (1984)
- 探偵ハード&マック Hardcastle and McCormick (1984, 1985)
- Otherworld (1985)
- 私立探偵ハリー Crazy Like a Fox (1985)
- Hollywood Beat (1985)
- ファルコン・クレスト Falcon Crest (1987)
- 浮気なおしゃれミディ Designing Women (1987)
- Wiseguy (1987 - 1990)
- スタートレック:ディープ・スペース・ナイン Star Trek: Deep Space Nine (1993)
- 暗黒の戦士 ハイランダー Highlander (1994)
- マトロック Matlock (1994)
- 炎のテキサス・レンジャー Walker, Texas Ranger (1994)
- ハリウッド・ナイトメア Tales from the Crypt (1994)
- シークエスト SeaQuest DSV (1994, 1995)
- Women of the House (1995)
- 騎馬警官 Due South (1995)
- Fired Up (1997 - 1998)
- Dr.マーク・スローン Diagnosis Murder (1996, 2000)
- The Trouble with Normal (2000, 2001)
- エイリアス Alias (2003)
- ダナ&ルー/ リッテンハウス女性クリニック Strong Medicine (2003)
- Joan of Arcadia (2004)
- CSI:科学捜査班 CSI: Crime Scene Investigation (2004, 2006)
- E-リング E-Ring (2005)
- ゴースト 〜天国からのささやき Ghost Whisperer (2006)
- WITHOUT A TRACE/FBI 失踪者を追え! Without a Trace (2006)
- デイブレイク Day Break (2006, 2007)
- デクスター 警察官は殺人鬼 Dexter (2007)
- ER緊急救命室 ER (2008)
- SHARK カリスマ敏腕検察官 Shark (2008)
- 弁護士イーライのふしぎな日常 Eli Stone (2008)
- コールドケース 迷宮事件簿 Cold Case (2009)
- ブレイキング・バッド Breaking Bad[3] (2009 - 2012)
- キャッスル 〜ミステリー作家は事件がお好き Castle (2009)
- ライ・トゥ・ミー 嘘は真実を語る Lie to Me (2009)
- モダン・ファミリー Modern Family (2011)
- チャーリー・シーンのハーパー★ボーイズ Two and a Half Men (2011)
- CSI:マイアミ CSI: Miami (2011)
- リンガー 〜2つの顔〜 Ringer (2012)
- Parks and Recreation (2012)
- VEGAS/ベガス Vegas (2012)
- ボディ・オブ・プルーフ 死体の証言 Body of Proof (2013)
- コミ・カレ!! Community (2014)
- ベター・コール・ソウル (2015-2022)
- コンステレーション (2024)

### テレビアニメ
- アックス・コップ Axe Cop (2013)

## 参照
1. ↑  http://www.rollingstone.com/movies/news/q-a-breaking-bad-star-jonathan-banks-on-mikes-turmoil-20120723
2. 1 2  “Jonathan Banks Biography”. 2014年7月17日閲覧。
3. ↑  『ブレイキング・バッド』ジョナサン・バンクス、スピンオフへの出演が決定！ - ライブドアニュース